# El Salto (Michoacán)

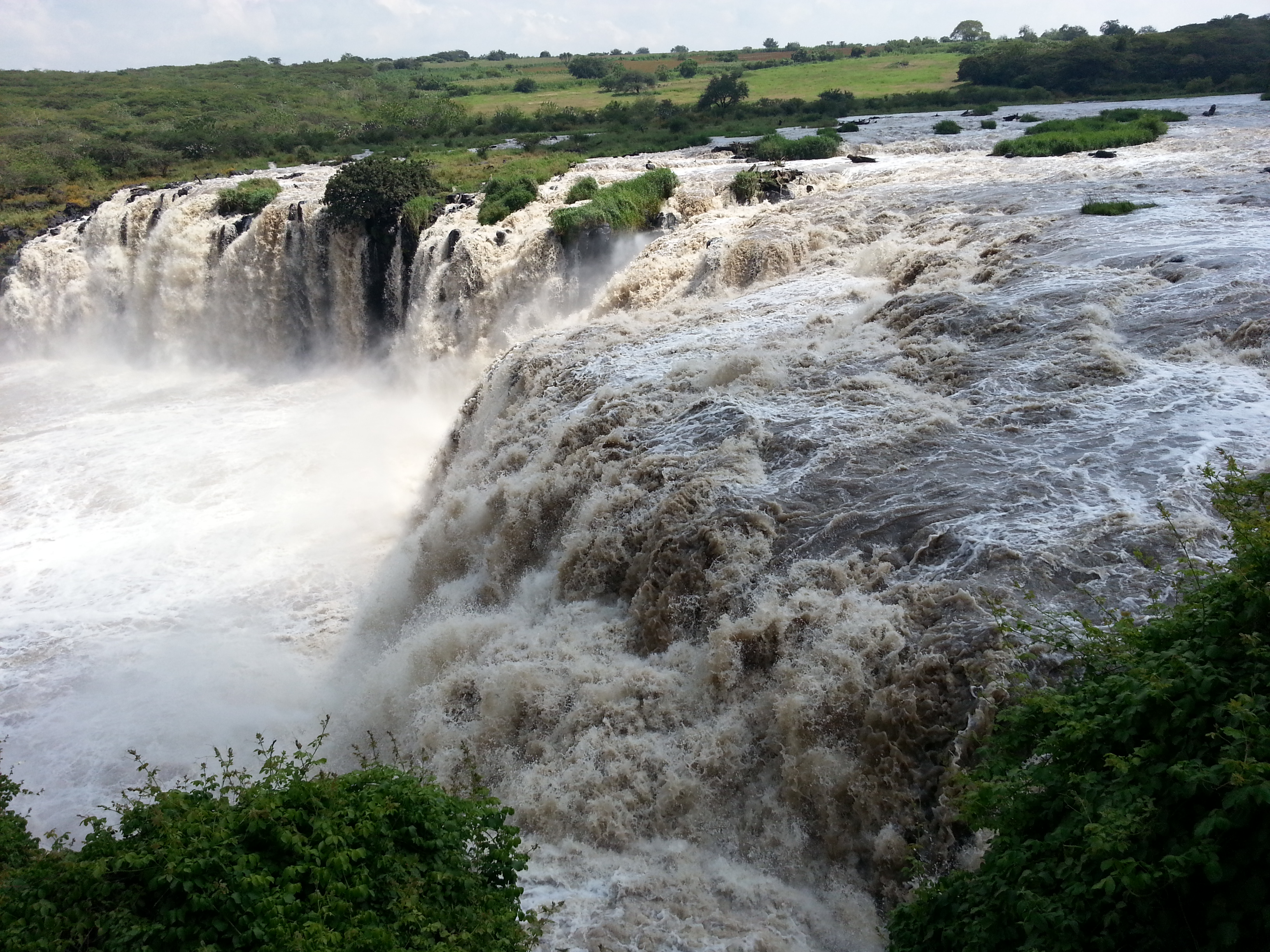

El Salto es el nombre de una cascada formada por el cauce del río Lerma, a 17 km al noroeste de la ciudad de La Piedad, Michoacán, y al sur del pueblo de Degollado, Jalisco entre los estados mexicanos de Michoacán y Jalisco, cerca de los límites con el estado de Guanajuato. De aproximadamente 30 metros de altura, en la época posrevolucionaria sirvió como fuente de energía pues con la caída proveía la energía para mover unas turbinas que generaban electricidad para la ciudad de La Piedad. Regularmente, en las aguas del río es posible capturar algunos ejemplares de bagre y trucha.
Actualmente, un grupo de particulares se ha apropiado de terrenos cercanos a la cascada por el lado de Michoacán lo que hace muy difícil acercarse a apreciarla.[cita requerida]